# Avenged Sevenfold/Diskografie
Diese Diskografie ist eine Übersicht über die musikalischen Werke der US-amerikanischen Metal-Band Avenged Sevenfold. Den Quellenangaben und Schallplattenauszeichnungen zufolge hat sie bisher mehr als 17,1 Millionen Tonträger verkauft, davon alleine in ihrer Heimat über 15 Millionen. Ihre erfolgreichste Veröffentlichung ist die Single Hail to the King mit über 3,7 Millionen verkauften Einheiten.

## Alben

### Studioalben
| Jahr | Titel Musiklabel                                 | Höchstplatzierung, Gesamtwochen, AuszeichnungChartplatzierungen (Jahr, Titel, Musiklabel, Platzierungen, Wochen, Auszeichnungen, Anmerkungen) | Höchstplatzierung, Gesamtwochen, AuszeichnungChartplatzierungen (Jahr, Titel, Musiklabel, Platzierungen, Wochen, Auszeichnungen, Anmerkungen) | Höchstplatzierung, Gesamtwochen, AuszeichnungChartplatzierungen (Jahr, Titel, Musiklabel, Platzierungen, Wochen, Auszeichnungen, Anmerkungen) | Höchstplatzierung, Gesamtwochen, AuszeichnungChartplatzierungen (Jahr, Titel, Musiklabel, Platzierungen, Wochen, Auszeichnungen, Anmerkungen) | Höchstplatzierung, Gesamtwochen, AuszeichnungChartplatzierungen (Jahr, Titel, Musiklabel, Platzierungen, Wochen, Auszeichnungen, Anmerkungen) | Höchstplatzierung, Gesamtwochen, AuszeichnungChartplatzierungen (Jahr, Titel, Musiklabel, Platzierungen, Wochen, Auszeichnungen, Anmerkungen) | Anmerkungen                                                             |
| Jahr | Titel Musiklabel                                 | DE | AT | CH | UK | US | Rock | Anmerkungen                                                             |
| ---- | ------------------------------------------------ | --- | --- | --- | --- | --- | --- | ----------------------------------------------------------------------- |
| 2001 | Sounding the Seventh Trumpet Hopeless Records    | — | — | — | — | — | — | Erstveröffentlichung: 31. Januar 2001 Re-Release: 19. März 2002         |
| 2003 | Waking the Fallen Hopeless Records               | DE48 a (1 Wo.)DE | AT35 a (1 Wo.)AT | — | UK35 a Gold · (1 Wo.)UK | US10 a Platin · (5 Wo.)US | — | Erstveröffentlichung: 26. August 2003 Re-Release: 25. August 2014       |
| 2005 | City of Evil Warner Music                        | — | — | — | UK63 Gold · (1 Wo.)UK | US30 Platin · (61 Wo.)US | Rock13 (7 Wo.)Rock | Erstveröffentlichung: 6. Juni 2005                                      |
| 2007 | Avenged Sevenfold Warner Music                   | — | — | — | UK24 Gold · (3 Wo.)UK | US4 Platin · (75 Wo.)US | Rock1 (11 Wo.)Rock | Erstveröffentlichung: 30. Oktober 2007                                  |
| 2010 | Nightmare Warner Music                           | DE36 (1 Wo.)DE | AT33 (1 Wo.)AT | CH65 (1 Wo.)CH | UK5 Gold · (8 Wo.)UK | US1 Platin · (70 Wo.)US | Rock1 (76 Wo.)Rock | Erstveröffentlichung: 27. Juli 2010 #1 in Finnland                      |
| 2013 | Hail to the King Warner Music                    | DE5 (4 Wo.)DE | AT3 (6 Wo.)AT | CH5 (5 Wo.)CH | UK1 Gold · (6 Wo.)UK | US1 Platin · (60 Wo.)US | Rock1 (62 Wo.)Rock | Erstveröffentlichung: 23. August 2013 #1 in Finnland, Irland und Kanada |
| 2016 | The Stage Selbstverlag/Capitol Records           | DE14 (2 Wo.)DE | AT10 (5 Wo.)AT | CH17 (2 Wo.)CH | UK13 (3 Wo.)UK | US4 (10 Wo.)US | Rock1 (13 Wo.)Rock | Erstveröffentlichung: 28. Oktober 2016                                  |
| 2023 | Life Is But a Dream… Selbstverlag / Warner Music | DE27 (1 Wo.)DE | AT22 (1 Wo.)AT | CH36 (1 Wo.)CH | UK21 (1 Wo.)UK | US13 (2 Wo.)US | Rock3 (1 Wo.)Rock | Erstveröffentlichung: 2. Juni 2023                                      |

grau schraffiert: keine Chartdaten aus diesem Jahr verfügbar

### Livealben
- 2008: Live in the LBC & Diamonds in the Rough
- 2017: Live at the Grammy Museum

### Kompilationen
- 2016: The Best of 2005–2013

### EPs
- 2001: Warmness on the Soul
- 2018: Black Reign

## Singles
| Jahr | Titel Album                                     | Höchstplatzierung, Gesamtwochen, AuszeichnungChartplatzierungen (Jahr, Titel, Album, Platzierungen, Wochen, Auszeichnungen, Anmerkungen) | Höchstplatzierung, Gesamtwochen, AuszeichnungChartplatzierungen (Jahr, Titel, Album, Platzierungen, Wochen, Auszeichnungen, Anmerkungen) | Höchstplatzierung, Gesamtwochen, AuszeichnungChartplatzierungen (Jahr, Titel, Album, Platzierungen, Wochen, Auszeichnungen, Anmerkungen) | Höchstplatzierung, Gesamtwochen, AuszeichnungChartplatzierungen (Jahr, Titel, Album, Platzierungen, Wochen, Auszeichnungen, Anmerkungen) | Höchstplatzierung, Gesamtwochen, AuszeichnungChartplatzierungen (Jahr, Titel, Album, Platzierungen, Wochen, Auszeichnungen, Anmerkungen) | Höchstplatzierung, Gesamtwochen, AuszeichnungChartplatzierungen (Jahr, Titel, Album, Platzierungen, Wochen, Auszeichnungen, Anmerkungen) | Anmerkungen                              |
| Jahr | Titel Album                                     | DE | AT | CH | UK | US | Rock | Anmerkungen                              |
| ---- | ----------------------------------------------- | --- | --- | --- | --- | --- | --- | ---------------------------------------- |
| 2005 | Burn It Down City of Evil                       | — | — | — | UK92 (1 Wo.)UK | — | — | Erstveröffentlichung: 12. Juni 2005      |
| 2005 | Bat Country City of Evil                        | — | — | — | UK84 Silber · (1 Wo.)UK | US60 Platin · (15 Wo.)US | — | Erstveröffentlichung: 9. August 2005     |
| 2006 | Beast and the Harlot City of Evil               | — | — | — | UK44 (2 Wo.)UK | — | — | Erstveröffentlichung: 6. März 2006       |
| 2007 | Almost Easy Avenged Sevenfold                   | — | — | — | UK67 (1 Wo.)UK | US— PlatinUS | — | Erstveröffentlichung: 18. September 2007 |
| 2008 | Afterlife Avenged Sevenfold                     | — | — | — | UK— SilberUK | — | — | Erstveröffentlichung: 25. Januar 2008    |
| 2008 | Dear God Avenged Sevenfold                      | — | — | — | — | — | — | Erstveröffentlichung: 13. Juli 2008      |
| 2010 | Nightmare                                       | — | — | — | UK65 Silber · (1 Wo.)UK | US51 ×2Doppelplatin · (3 Wo.)US | Rock3 (28 Wo.)Rock | Erstveröffentlichung: 18. Mai 2010       |
| 2011 | Welcome to the Family Nightmare                 | — | — | — | — | — | Rock8 (22 Wo.)Rock | Erstveröffentlichung: 17. Januar 2011    |
| 2011 | So Far Away Nightmare                           | — | — | — | — | — | Rock5 (23 Wo.)Rock | Erstveröffentlichung: 5. April 2011      |
| 2011 | Not Ready to Die Call of Duty: Black Ops O.S.T. | — | — | — | — | US70 (1 Wo.)US | — | Erstveröffentlichung: 2. Mai 2011        |
| 2011 | Buried Alive Nightmare                          | — | — | — | — | — | Rock10 (20 Wo.)Rock | Erstveröffentlichung: 20. September 2011 |
| 2012 | Carry On Call of Duty: Black Ops II O.S.T.      | — | — | — | — | — | Rock20 (18 Wo.)Rock | Erstveröffentlichung: 24. September 2012 |
| 2013 | Hail to the King                                | — | — | — | UK76 Gold · (1 Wo.)UK | US83 ×3Dreifachplatin · (3 Wo.)US | Rock12 (21 Wo.)Rock | Erstveröffentlichung: 15. Juli 2013      |
| 2013 | This Means War Hail to the King                 | — | — | — | — | US— GoldUS | Rock36 (17 Wo.)Rock | Erstveröffentlichung: 23. August 2013    |
| 2013 | Sheperd of FIre Hail to the King                | — | — | — | — | US— PlatinUS | Rock28 (20 Wo.)Rock | Erstveröffentlichung: 7. November 2013   |
| 2016 | The Stage                                       | — | — | — | — | — | Rock10 (17 Wo.)Rock | Erstveröffentlichung: 13. Oktober 2016   |
| 2016 | Paradigm The Stage                              | — | — | — | — | — | Rock50 (1 Wo.)Rock | Erstveröffentlichung: 28. Oktober 2016   |
| 2017 | God Damn The Stage                              | — | — | — | — | — | Rock37 (1 Wo.)Rock | Erstveröffentlichung: 21. März 2017      |
| 2017 | Wish You Were Here The Stage                    | — | — | — | — | — | Rock37 (1 Wo.)Rock | Erstveröffentlichung: 6. Oktober 2017    |
| 2018 | Mad Hatter Black Reign                          | — | — | — | — | — | Rock28 (2 Wo.)Rock | Erstveröffentlichung: 17. September 2018 |
| 2020 | Set Me Free Diamonds in the Rough               | — | — | — | — | — | Rock22 (1 Wo.)Rock | Erstveröffentlichung: 14. Januar 2020    |
| 2023 | Nobody Life Is But a Dream...                   | — | — | — | — | — | Rock28 (4 Wo.)Rock | Erstveröffentlichung: 14. März 2023      |
| 2023 | Game Over Life Is But a Dream...                | — | — | — | — | — | Rock34 (1 Wo.)Rock | Erstveröffentlichung: 2. Juni 2023       |

grau schraffiert: keine Chartdaten aus diesem Jahr verfügbar

## Videoalben und Musikvideos

### Videoalben
| Jahr | Titel      | Höchstplatzierung, Gesamtwochen, AuszeichnungChartplatzierungen (Jahr, Titel, Platzierungen, Wochen, Auszeichnungen, Anmerkungen) | Höchstplatzierung, Gesamtwochen, AuszeichnungChartplatzierungen (Jahr, Titel, Platzierungen, Wochen, Auszeichnungen, Anmerkungen) | Höchstplatzierung, Gesamtwochen, AuszeichnungChartplatzierungen (Jahr, Titel, Platzierungen, Wochen, Auszeichnungen, Anmerkungen) | Höchstplatzierung, Gesamtwochen, AuszeichnungChartplatzierungen (Jahr, Titel, Platzierungen, Wochen, Auszeichnungen, Anmerkungen) | Höchstplatzierung, Gesamtwochen, AuszeichnungChartplatzierungen (Jahr, Titel, Platzierungen, Wochen, Auszeichnungen, Anmerkungen) | Höchstplatzierung, Gesamtwochen, AuszeichnungChartplatzierungen (Jahr, Titel, Platzierungen, Wochen, Auszeichnungen, Anmerkungen) | Anmerkungen                |
| Jahr | Titel      | DE | AT | CH | UK | US | Rock | Anmerkungen                |
| ---- | ---------- | --- | --- | --- | --- | --- | --- | -------------------------- |
| 2007 | All Excess | — | — | — | UK2 (7 Wo.)UK | — | — | Erstveröffentlichung: 2007 |

### Musikvideos
| Jahr | Titel                                    | Regie                  |
| ---- | ---------------------------------------- | ---------------------- |
| 2001 | Warmness on the Soul                     | Broken Robot, Militont |
| 2004 | Unholy Confessions                       | Greg Kaplan            |
| 2004 | Unholy Confessions (Alternative Version) | Greg Kaplan            |
| 2005 | Burn It Down                             | Splinter Films UK      |
| 2005 | Bat Country                              | Marc Klasfeld          |
| 2006 | Beast and the Harlot                     | Tony Petrossian        |
| 2006 | Seize the Day                            | Wayne Isham            |
| 2007 | Almost Easy                              | P. R. Brown            |
| 2007 | A Little Piece of Heaven                 | Rafa Alcantara         |
| 2008 | Afterlife                                | Wayne Isham            |
| 2008 | Dear God                                 | Rafa Alcantara         |
| 2010 | Nightmare                                | Wayne Isham            |
| 2011 | So Far Away                              | Wayne Isham            |
| 2012 | Carry On                                 | Treyarch               |
| 2013 | Hail to the King                         | Syndrome               |
| 2013 | Shepherd of Fire                         | Wayne Isham            |
| 2014 | This Means War                           | Rafa Alcantara         |
| 2014 | Chapter Four                             | Rafa Alcantara         |
| 2016 | The Stage                                | Chris Hopewell         |
| 2017 | God Damn                                 | Anders Rostad          |

## Promoveröffentlichungen
Promo-Singles
| Jahr | Titel Album                          | Anmerkungen                                           |
| ---- | ------------------------------------ | ----------------------------------------------------- |
| 2003 | Unholy Confessions Waking the Fallen | Erstveröffentlichung: 2003 · US: Gold                 |
| 2006 | Seize the Day City of Evil           | Erstveröffentlichung: 2006                            |
| 2007 | Walk Diamonds in the Rough           | Erstveröffentlichung: 17. Juli 2007 Original: Pantera |
| 2007 | Critical Acclaim Avenged Sevenfold   | Erstveröffentlichung: 28. August 2007                 |
| 2008 | Crossroads Diamonds in the Rough     | Erstveröffentlichung: 19. Februar 2008                |
| 2008 | Scream Avenged Sevenfold             | Erstveröffentlichung: 28. Oktober 2008                |

## Sonderveröffentlichungen
Soundtrackbeiträge
- 2004: NASCAR Thunder 2004: Chapter Four
- 2004: NHL 2004: Chapter Four
- 2005: Need for Speed Most Wanted: Blinded in Chains
- 2005: Burnout Revenge: Beast and the Harlot
- 2005: SSX on Tour: Bat Country
- 2006: NHL 06: Bat Country
- 2006: Guitar Hero II: Beast and the Harlot
- 2007: Need for Speed Pro Street: Almost Easy
- 2007: Saw III Soundtrack: Burn It Down
- 2008: Saw IV Soundtrack: Eternal Rest
- 2008: NHL 09: Afterlife
- 2008: Saints Row 2: Bat Country
- 2008: Rock Band 1/2: Critical Acclaim, Almost Easy, Afterlife, Bat Country, Seize the Day, Scream, Nightmare
- 2009: Covered, a Revolution in Sound (Sampler): Paranoid (Black-Sabbath-Cover)
- 2009: Transformers: Revenge of the Fallen Soundtrack: Almost Easy
- 2010: Guitar Hero 5: Scream, Afterlife, Almost Easy
- 2010: Call of Duty: Black Ops: Welcome to the Family
- 2010: Guitar Hero – Warriors of Rock: Bat Country
- 2010: Rockband 3: Beast and the Harlot
- 2011: Call of Duty: Black Ops: Not Ready to Die, Nightmare
- 2011: Rockband 3: Welcome to the Family, Unholy Confessions
- 2012: Call of Duty: Black Ops II: Carry On
- 2012: Rocksmith: Afterlife, Beast and the Harlot, Nightmare
- 2013: Call of Duty: Black Ops II: Shepherd of Fire

## Statistik

### Chartauswertung
|                     | DE    | AT    | CH    | UK    | US    | Rock      |
| ------------------- | ----- | ----- | ----- | ----- | ----- | --------- |
| Nummer-eins-Alben   | DE—DE | AT—AT | CH—CH | UK1UK | US2US | Rock4Rock |
| Top-10-Alben        | DE1DE | AT2AT | CH1CH | UK2UK | US4US | Rock5Rock |
| Alben in den Charts | DE5DE | AT5AT | CH4CH | UK7UK | US7US | Rock6Rock |

|                       | DE    | AT    | CH    | UK    | US    | Rock       |
| --------------------- | ----- | ----- | ----- | ----- | ----- | ---------- |
| Nummer-eins-Singles   | DE—DE | AT—AT | CH—CH | UK—UK | US—US | Rock—Rock  |
| Top-10-Singles        | DE—DE | AT—AT | CH—CH | UK—UK | US—US | Rock5Rock  |
| Singles in den Charts | DE—DE | AT—AT | CH—CH | UK6UK | US4US | Rock16Rock |

|                          | DE    | AT    | CH    | UK    | US    | Rock      |
| ------------------------ | ----- | ----- | ----- | ----- | ----- | --------- |
| Nummer-eins-Videoalben   | DE—DE | AT—AT | CH—CH | UK—UK | US—US | Rock—Rock |
| Top-10-Videoalben        | DE—DE | AT—AT | CH—CH | UK1UK | US—US | Rock—Rock |
| Videoalben in den Charts | DE—DE | AT—AT | CH—CH | UK1UK | US—US | Rock—Rock |

### Auszeichnungen für Musikverkäufe
| Goldene Schallplatte - Dänemark - 2023: für die Single Hail to the King - 2025: für das Album Hail to the King - Kanada - 2006: für das Album City of Evil - 2012: für das Album Waking the Fallen - Neuseeland - 2021: für das Album Hail to the King - 2025: für das Album Nightmare - Vereinigte Staaten - 2023: für das Lied This Means War | Platin-Schallplatte - Kanada - 2014: für das Album Hail to the King - 2014: für das Album Nightmare - Neuseeland - 2022: für die Single Hail to the King 4× Platin-Schallplatte - Kanada - 2023: für die Single Hail to the King |

Anmerkung: Auszeichnungen in Ländern aus den Charttabellen bzw. Chartboxen sind in ebendiesen zu finden.
| Land/RegionAuszeichnungen für Musikverkäufe (Land/Region, Auszeichnungen, Verkäufe, Quellen) | Silber     | Gold       | Platin       | Verkäufe   | Quellen              |
| -------------------------------------------------------------------------------------------- | ---------- | ---------- | ------------ | ---------- | -------------------- |
| Dänemark (IFPI)                                                                              | —          | 2× Gold2   | —            | 55.000     | ifpi.dk              |
| Finnland (IFPI)                                                                              | —          | —          | —            | 8.540      | ifpi.fi              |
| Kanada (MC)                                                                                  | —          | 2× Gold2   | 6× Platin6   | 570.000    | musiccanada.com      |
| Neuseeland (RMNZ)                                                                            | —          | 2× Gold2   | Platin1      | 45.000     | radioscope.co.nz NZ2 |
| Vereinigte Staaten (RIAA)                                                                    | —          | 2× Gold2   | 14× Platin14 | 15.000.000 | riaa.com             |
| Vereinigtes Königreich (BPI)                                                                 | 3× Silber3 | 6× Gold6   | —            | 1.500.000  | bpi.co.uk            |
| Insgesamt                                                                                    | 3× Silber3 | 14× Gold14 | 21× Platin21 |            |                      |